# Ochodnica
Ochodnica (hongrois : Ösvényes) est un village de Slovaquie situé dans la région de Žilina.

## Histoire
La première mention écrite du village date de 1598.

## Démographie

### Évolution de la population
| Année:               | 1994. | 2004.   | 2014.   | 2024.   |
| -------------------- | ----- | ------- | ------- | ------- |
| Nombre de personnes: | 2027  | 2017    | 1932    | 1933    |
| Différence:          |       | -0,49 % | -4,21 % | +0,05 % |

| Année:               | 2023. | 2024.   |
| -------------------- | ----- | ------- |
| Nombre de personnes: | 1933  | 1933    |
| Différence:          |       | +1,42 % |